# Waldmannsberg
Waldmannsberg ist ein Gemeindeteil der Gemeinde Neudrossenfeld im Landkreis Kulmbach (Oberfranken, Bayern). Waldmannsberg liegt in der Gemarkung Altdrossenfeld.

## Geographie
Westlich der Einöde grenzt der Limmersdorfer Forst an. Eine Gemeindeverbindungsstraße führt die Staatsstraße 2189 kreuzend nach Altdrossenfeld zur Kreisstraße KU 18 (1 km nordöstlich).

## Geschichte
Waldmannsberg wurde in der ersten Hälfte des 19. Jahrhunderts auf dem Gemeindegebiet von Altdrossenfeld gegründet. Am 1. Mai 1978 wurde Waldmannsberg im Zuge der Gebietsreform in Bayern nach Neudrossenfeld eingemeindet.

### Einwohnerentwicklung
| Jahr      | 001861 | 001871 | 001885 | 001900 | 001925 | 001950 | 001961 | 001970 | 001987 |
| Einwohner | 6      | 4      | 8      | 3      | 6      | 2      | 7      | 5      | 7      |
| Häuser    |        |        | 1      | 1      | 1      | 1      | 1      |        | 2      |
| Quelle    | [ 9 ]  | [ 10 ] | [ 11 ] | [ 12 ] | [ 13 ] | [ 14 ] | [ 15 ] | [ 16 ] | [ 1 ]  |

## Religion
Waldmannsberg ist evangelisch-lutherisch geprägt und nach Dreifaltigkeitskirche (Neudrossenfeld) gepfarrt.